# 尾崎吉弘
尾崎 吉弘（おざき よしひろ、1936年〈昭和11年〉8月16日 - 2024年4月23日）は、日本の政治家。和歌山市議会議員（3期）、和歌山県議会議員（4期）、第22代和歌山市長（1995年 - 1998年）。子は和歌山県議会議員の尾崎太郎、和歌山市議会議員の尾崎方哉。

## 経歴
1936年（昭和11年）8月16日、和歌山県出身。和歌山県立桐蔭高等学校卒業後、和歌山市議会議員を経て和歌山県議会議員を務める。近畿都市国民健康保険者協議会会長、和歌山県議会経済警察委員会委員長などの要職を歴任し、1989年（平成元年）に大江康弘らとともに県議在職10年以上の表彰を受け、1994年（平成6年）には県議在職15年以上の表彰を受けた。1992年（平成4年）4月29日、地方自治の発展に貢献したとして藍綬褒章を受章。
1995年（平成7年）、旅田卓宗の辞職に伴う和歌山市長選挙（12月3日投開票）に自由民主党推薦で出馬し、新進党・公明党推薦の浜田真輔を破って初当選した。選挙戦では各陣営が政党や第41回衆議院議員総選挙立候補予定者の後押しを受け、「プレ衆院選」として注目された。市長在職中には、和歌山市の中核市への移行を実現するとともに、「いのち ひかる 未来和歌山」のスローガンの下、和歌山市長期総合計画を策定した。
1998年（平成10年）9月の泉南市農協の不正融資事件を契機に、尾崎の指示で和歌山市土地開発公社が「買付証明書」を発行していたとの疑惑が浮上。11月2日、和歌山市職員の採用試験に絡む100万円の収賄容疑で大阪地検特捜部に逮捕され、加重収賄罪で起訴された。尾崎は和歌山市の顧問弁護士を通じて11月30日に辞職届を提出し、12月1日付で辞職。後任の市長には旅田卓宗が再任した。
2024年4月23日、肝不全のため死去。87歳没。